# Buddhistenverfolgung
Mit Buddhistenverfolgungen sind die Religionsfreiheit einschränkende Maßnahmen obrigkeitlicher Stellen, gerichtet gegen die buddhistischen Gemeinschaften (Sangha) gemeint. Oft geschah dies aus Gründen der vermeintlichen Staatsräson. Ziel war fast immer die Einschränkung des wirtschaftlichen und des oft damit einhergehenden politischen Einflusses, weshalb die repressiven Maßnahmen fast immer die Säkularisierung von Klosterbesitz mit einschlossen, einhergehend mit Ikonoklasmus.
Besonders für Vorgänge im Altertum hängt die Beurteilung der Vorgänge stark von den wenigen überkommenen Quellen ab, die oft stark tendenziös sind.

## Indischer Subkontinent

### König Pushyamitra
Die erste in der Literatur bekannte Verfolgung von Buddhisten erfolgte im 2. Jahrhundert v. Chr. unter dem indischen König Pushyamitra. Dieser hatte die Maurya gestürzt. Mit der Zerstörung der Monumente des von Ashoka geförderten Buddhismus sollten auch die Spuren der untergegangenen Dynastie ausgemerzt werden. Der Sage nach kam Pushyamitra, der ein Kopfgeld für abgeschlagene Mönchsköpfe ausgelobt hatte, bei dem Versuch den Bodhi-Baum zu zerstören – durch Felsschlag – ums Leben.

### Sassaniden
Im Sassanidenreich (224–651; Schwerpunkt: Persien) kam es im Rahmen der Stärkung der Zentralgewalt nach der Reichsgründung unter Bahram II. teils zu Verfolgungen von Personen, die nicht dem Zoroastrismus anhingen. Allerdings wich die Religionspolitik der einzelnen Könige teils stark voneinander ab.

### Gandhara
Mihirakula (gest. 542/50; ch.: 摩醯羅矩羅), ein König der Hunas (worunter wohl eher die Alchon als die Hephthaliten zu verstehen sind) im Punjab, begann etwa 520 eine Buddhistenverfolgung. Als direkte Folge stieg die Zahl indischer buddhistischer Flüchtlinge in der Hauptstadt Luoyang auf etwa 3000, die für den chinesischen Buddhismus befruchtend wirkten.

### Muslimische Invasion
Bereits seit dem 8. Jahrhundert kam es im Gefolge der muslimischen Invasion, zur Zerstörung einzelner buddhistischer Herrschaften.
Während der Invasion des Islams durch Araber aber auch Turkvölker, als Träger dieser Religion, kam es 1197 zur Zerstörung der sehr bedeutenden Universität von Nalanda. In der unmittelbaren Folge kam es zum fast völligen Verschwinden des Buddhismus in Mutterland Indien.

### Sri Lanka / Ceylon
Verfolgungen auf Sri Lanka richteten sich meist gegen einzelne Lehrmeinungen, nicht den Buddhismus als Ganzes. Im Nikayasangraha wird darüber berichtet, dass Gothabhaya im 3. Jahrhundert die Bücher der Abhagirivihara verbrennen ließ und ihre Anhänger gebrandmarkt wurden.
Bis zur Einigung des Mahavihara im 12. Jahrhundert kam es immer wieder zur Unterdrückung einzelner Schulen. Unter dem südindischen König Shri Harsha wurde eine tantrische Schule – die „Blauroben“ ausgerottet.

### Britischer Kolonialismus
Während der britischen Herrschaft in Birma, am Himalaya und Sri Lanka erfolgte die Diskriminierung, nach anfangs gewalttätigen Repression und Massakern (auch durch die anderen Kolonialmächte), eher durch eine generelle und institutionalisierte Bevorzugung des Christentums. Daraus erklärt sich auch, dass eine politisierte Sangha besonders in Birma zum Träger der Protestbewegung (1916, 1948) werden konnte.

## China
Die meisten Verfolgungen in China sind aus konfuzianischer Reaktion zu verstehen. (Bettelnde) Mönche zahlten nicht nur keine Steuern, sie standen als „Hauslose“  auch außerhalb des traditionellen Familien- und Wertesystems. Sie waren mithin in den Augen konfuzianischer Beamter „Parasiten“. Gleichzeitig waren durch Enteignungen von Klostereigentum auch Zugewinne für den Staatsschatz zu erwarten.

### Von 424 bis 450 oder 452
Die erste Verfolgung in China erreichte unter dem Wei-Kaiser Tàiwǔ (太武, regierte von 423 oder 424 bis 452) einen Höhepunkt. Bereits 424 war es verboten worden, den Buddhismus zu lehren oder solchen Lehrern Unterschlupf zu gewähren. Weiterhin wurde angeordnet, Bildnisse zu zerstören. Die Verfolgung verschärfte sich nochmals 446, als in einem Kloster größere Mengen Waffen gefunden wurden.

### 574
Wu Di (reg. 561–578), ein Kaiser der nördlichen Zhou-Dynastie, schrieb vor, dass nur noch kaiserlich genehmigte Tempel bestehen durften. Für 2946 wurde diese Erlaubnis erteilt, etwa 30000 Gebäude wurden jedoch zerstört.
Der Mönch Tao-chi hungerte sich mit sieben weiteren aus Protest gegen diese Maßnahmen zu Tode.  Gleichzeitig schnitt sich Ching-ai († 579) über einen Zeitraum von fünf Jahren selbst in Stücke, zeitweise seine Gedärme zum Trocknen in einen Baum hängend. Diese sind die ersten derartigen Märtyrer in China. Der dritte Zen-Patriarch Sengcan (僧璨, † 606) soll sich während dieser Zeit 24 Jahre meditierend in Höhlen versteckt haben.

### 714
Ein Edikt Xuanzongs (Xuánzōng Lǐ Lóngjī, 玄宗 李隆基) erzwang die Rückkehr von 12000 Ordinierten in den Laienstand. Die Herstellung von Bildnissen und Abschriften buddhistischer Texte wurde untersagt.

### 844
Bereits um 800 kam es zur weiteren konfuzianischen Reaktion gegen den Buddhismus, besonders gegen das Überhandnehmen der weltlichen Macht der Klöster. Der Staatsmann und Stilist Han Yu, protestiert 819 öffentlich gegen angebliche Missbräuche.

Kaiser Wuzong (武宗, reg. 840-46), erließ 844 ein strenges Edikt zur Einziehung des Klosterbesitzes. Es kam zur Hui-chang-Verfolgung (so genannt nach der Ära-Bezeichnung 會昌 Huì chāng). Das Mönchtum wird verboten, etwa 265.000 Ordinierte, aus ca. 4.600 Klöstern, die zerstört wurden, wurden zwangsweise in den Laienstand zurückversetzt. Die Mönche vom Wutai flohen anfangs nach Youzhou (heute: Peking), wo sich fünf reiche Tempel befanden, sie wurden von den dortigen Beamten dann aber auch den Kaiserlichen ausgeliefert. Einzig in der Provinz Hubei wurde das Edikt nicht ausgeführt. Diese kurze, aber intensive Verfolgung führte zur dauernden Schwächung bzw. dem Zusammenbruch der meisten Sekten, fast nur Chan-Schulen überstanden die Katastrophe, bis Kaiser Tang Xuanzong ((宣宗 李忱; W.-G.: Hsüan-Dsung), reg. 847-59) das Verbot aufhob und in beschränktem Maße wieder Klöster zuließ.
Nachfolgend kam es bis zum Ende des Kaiserreichs immer wieder zu Perioden der Beschränkung des Mönchtums, weniger in gewalttätiger Form, sondern durch verschärfte amtliche Kontrolle (Genehmigungspflicht von Ordinationen usw.). Besonders verfolgt wurde vom 14. bis 18. Jahrhundert die „Gesellschaft vom Weißen Lotus“,  die auch bewaffnete Aufstände organisiert hatte.

### Republik
Unter der Republik ab 1911 und der folgenden chaotischen Periode, die im anti-japanischen Krieg, gefolgt vom Bürgerkrieg mündete, kam es – besonders durch Warlords – immer wieder zu nationalistisch verbrämten Ausschreitungen und Enteignungen, Plünderungen und Verwüstungen von Klöstern.

### Kulturrevolution
Rote Garden zerschlugen auf Maos Geheiß die verknöcherten Strukturen der Verwaltungsorganisation und attackierten Revisionisten, zu denen nach ihrer Auffassung auch die chinesische Sangha gehörte. Dabei schossen die meist Jugendlichen über das Ziel hinaus und es kam zur Beschädigung unersetzlicher Kulturgüter.

## Tibet

### 7. – 9. Jahrhundert
Nachdem der erste Kontakt mit dem Dharma – der Legende nach durch Vermittlung der beiden Frauen des Königs Srong btsan sgam po († 650) – stattgefunden hatte, kam es zur stetigen Ausbreitung des Buddhismus in Tibet bis zum Tode Khri-srongs († 798). Das nächste Jahrhundert brachte nationale Uneinigkeit und die teilweise blutige Rückkehr der autochthonen Bön-Religion. Diese Periode endete unter König Yeshe-'od, mit der sogenannten „zweiten Bekehrung.“

### Von 1951 oder 1959 bis 1976
Nachdem durch den Einmarsch der Volksbefreiungsarmee (26. Oktober 1951) die Lamas entmachtet wurden (endgültig nach der Niederschlagung des Tibetaufstands von 1959), kam es mit der beginnenden Kulturrevolution, auch in Tibet ab 26. August 1966 zur Bodenreform und zur weitreichenden Säkularisation von Klöstern. Tausende Lamas, die nicht nach Indien flohen, wurden in Umerziehungslagern interniert.
Viele Kostbarkeiten sind – besonders in Tibet – in der Kulturrevolution zerstört und entweiht worden. Diese Barbarei wurde zwar nach 1980 eingestanden, mehr als eine teilweise Behebung des Schadens wird aber nicht mehr möglich sein.

## Korea
Während der Mongoleninvasionen kam es zu einer allgemeinen Verwüstung des Landes und damit auch zur Zerstörung buddhistischer Klöster, Kunst und Literatur.
Unter der strikt konfuzianisch ausgerichteten Joseon-Dynastie (1310–1910) kam es besonders im 15. und 16. Jahrhundert zu Verfolgungen.
Zur Zeit der japanischen Verwaltung 1905/10–45 wurden koreanische Sekten gegenüber eingeführten japanischen benachteiligt.

## Japan

### Kimmei-Tennō
Während der Asuka-Zeit war der Buddhismus in Japan noch keine Volksreligion, sondern nur innerhalb eines Teiles der herrschenden Klasse verbreitet, die aus den Sutren ihren Herrschaftsanspruch herleiten konnte. Eine der fortschrittlichsten Familien bei Hofe waren die Groß-Omi der Soga, zuständig für Finanzen. Es entwickelte sich ein Machtkampf zwischen diesen Nachkommen der neuen Invasorenelite (die 369 aus Paekche gekommen waren; Nachfahren Takechiuchis). Sie standen im Gegensatz zu den Muraji der Nakatome und insbesondere der Monobe (die für Militärisches zuständig waren). Diese befürchteten, ihre Pfründen zu verlieren. Der Kimmei-Tennō (reg. 539-71) hatte den Sogas gestattet, einen privaten Tempel zu errichten. Dieser wurde, auf Veranlassung der Nakatome, von Yuge no Ō-Muraji no Kimi zerstört, als eine Seuche über das Land kam, die Buddhastatue in einen Kanal geworfen. Die Epidemie (wohl Pocken) wurde jedoch schlimmer, der Palast Kimmeis brannte ohne ersichtliche Ursache ab.
Etwa 585 kehrten die Soga zum Buddhismus zurück und errichteten erneut einen Tempel. Als wiederum eine Seuche ausbrach, die jedoch nach der erneuten Zerstörung des Tempels nicht abflaute, durften sie den Buddhismus weiterhin praktizieren. Dieser verbreitete sich landesweit und wurde staatstragend. Diese Phase endete erst mit dem Dominieren neo-konfuzianischer Lehren. 

### Von 1868 bis 1875
Die hinter der Meiji-Restauration stehenden Kräfte wollten 1868 die verbleibende Basis des Tokugawa-Shogunats zerstören. Bis dorthin hatte jeder japanische Untertan bei einem Tempel registriert zu sein (寺請制度, terauke seido; zu Deutsch etwa „System der Tempel-Bestätigungen“). Die eingeleitete Politik der Trennung von Shintō und Buddhismus, mündete in der Haibutsu kishaku („Buddhismus abschaffen und Shākyamuni zerstören“). Beschlagnahme von Tempelländereien und -besitz wurden rigoros durchgeführt. Diese waren auch ein Mittel der neuen Zentralregierung, die zu diesem Zeitpunkt noch keine unabhängige Finanzquelle besaß, den Staatshaushalt auszugleichen. 1870 bestand in den Provinzen Satsuma, Ōsumi und Hyūga kein einziger Tempel mehr.

## Kommunismus
Getreu dem Marx’schen Diktum, dass Religion das Opium des Volkes sei, haben die meisten sozialistischen Regierungen im 20. Jahrhundert die Religionsfreiheit eingeschränkt. In praktisch allen Ländern, die vornehmlich buddhistisch waren, kam es zu Verfolgungen. Oft sind diese von Massenmorden allgemeiner Art (an denen das 20. Jahrhundert reich war), nicht genau zu trennen. Beispielhaft seien herausgegriffen:

### Kampuchea, Laos
Die Sieger des Bürgerkrieges, die Roten Khmer (reg. 1975–79), ermordeten etwa 2 Millionen „Reaktionäre“, darunter auch die meisten Mönche. Etwa 90 % der buddhistischen Literatur im Lande soll verloren gegangen sein. Auch unter der von den Vietnamesen gestützten Regierung des Heng Samrin 1979–89/91 dauerte die Unterdrückung an.
Die Unterdrückung der Religion in Laos war nicht derartig blutig. Die seit 1957 an der Regierung beteiligten Pathet Lao hatten ursprünglich versucht, sich die Sangha als anti-koloniale Kraft dienstbar zu machen. Nach deren alleiniger Machtübernahme kam es ab 1975 zu weitreichenden Unterdrückungsmaßnahmen.